# Országos Közoktatási Értékelési és Vizsgaközpont
Az Országos Közoktatási Értékelési és Vizsgaközpontot (rövidítve OKÉV) 1999-ben alapította a Magyar Köztársaság kormánya. Az OKÉV központi költségvetési szerv, amely központi hivatalként működik, s feladatait országos illetékességgel látja el. Szerteágazó tevékenységét törvények, rendeletek és alapító okirata alapján folytatja.
A hivatalra vonatkozó egyik alapvető jogszabály az Országos Közoktatási Értékelési és Vizsgaközpontról szóló 105/1999. (VII. 6.) kormányrendelet volt, későbbi módosításokkal. A 105/1999-es kormányrendeletet 2007. január 1-jétől hatályon kívül helyezte az Oktatási Hivatalról szóló 307/2006. (XII. 23.) Korm. rendelet 42. § (5) bek. a) pontja.
Az OKÉV a Központi Főigazgatóság mellett hét regionális igazgatóságból áll.